# Gordien III
Pour les articles homonymes, voir Gordien.
Gordien III (Marcus Antonius Gordianus Pius) (20 janvier 225 - 11 février 244) est empereur romain de 238 à 244, pendant la période dite de l'« Anarchie militaire ».

## Biographie

### Famille
Issu d'une famille sénatoriale provenant d'Asie Mineure, il est le neveu de Gordien II et le petit-fils de Gordien Ier.

### Règne
Son grand-père et son oncle sont tous deux acclamés empereurs en 238 à la suite d'une révolte fiscale en Afrique proconsulaire. Après l'écrasement de cette révolte à Carthage par le légat de Numidie, ce sont deux sénateurs, Maxime Pupien et Balbin, qui succèdent à ces derniers à Rome pour faire face à Maximin Ier le Thrace qui commence à faire mouvement vers l'Italie depuis le Danube avec ses troupes d'élite. Le peuple à Rome demande que Gordien III leur soit adjoint, ce dernier est donc fait César par les deux empereurs le 22 avril. Aussi, lorsque dans l'été 238, les prétoriens éliminent Pupien et Balbin, ils font reconnaître Gordien comme empereur. La date exacte de proclamation est l'objet de plusieurs propositions : 29 juillet, le 6 ou 7 juin comme seul Auguste pour Xavier Loriot, avant le 27 mai selon une inscription syrienne étudiée par Maurice Sartre. La date traditionnellement retenue est cependant le 29 juillet.
Dans un premier temps, Gordien III règne sous la direction de sa parentèle et de sénateurs proches, notamment du fait de son jeune âge (il a 13 ans en 238). Il apparaît sur diverses inscriptions associé à Balbin et Pupien avec le titre de prince de la jeunesse. La première année de son règne est très mal connue, mais on sait qu'il fait damner la mémoire de Pupien et Balbin. En 240, après avoir licencié la Legio III Augusta qui avait maté la révolte de ses parents à Carthage, il fait face à une nouvelle révolte en Afrique, celle du proconsul Sabinianus. La dissolution d'une des dernières légions africaines, ajoutée aux risques d'attaques de nomades du sud, furent les deux ingrédients déterminants de cette usurpation. 
Toujours préoccupé par la situation danubienne puisque la Mésie inférieure a été envahie par les Goths, il conclut un traité assez inégal avec ces derniers, en l'échange d'un hommage annuel et de la restitution par Rome de prisonniers. 
En 241, il tombe sous la coupe de Timésithée dont il épouse la fille Furia Sabinia Tranquillina. De rang équestre et ancien gouverneur, Timésithée devint ainsi préfet du prétoire. Il tente vainement de calmer l'agitation populaire à Rome, mais l'inflation due aux dévaluations monétaires ne cesse d'engendrer de lourds problèmes économiques et fiscaux. 
En Orient, le souverain sassanide Sapor Ier envahit la province de Mésopotamie et s'attaque à la Syrie. En réponse, Gordien organise une immense expédition pour le contrer, ouvrant symboliquement les portes du temple de Janus avant son départ. En passant près du Danube, l'expédition rétablit l'ordre sur la frontière. Il repousse dans un premier temps les Perses, notamment à la bataille de Rhesaina, qui permet à Timésithée de récupérer Carrhes, Hatra, et Nisibis. Toutefois, Timésithée meurt en 243 peu après cette bataille, dans des conditions mal éclaircies. Gordien nomme alors deux nouveaux préfets du prétoire : Caius Julius Priscus et le futur empereur Philippe l'Arabe. En février 244, les Perses mènent une immense contre-offensive contre l'armée romaine, stoppée à Ctésiphon. Les deux forces se rencontrent à Misiche, aujourd'hui Al-Anbar près de Falludja. Mais c'est une défaite, Gordien III est mortellement blessé pendant la bataille et décède peu après, et une grande partie de l'armée romaine est anéantie ou capturée. 
On a longtemps cru que Gordien avait été assassiné à la suite de cette défaite par son préfet du prétoire Philippe, son successeur, que Sapor Ier contraint de payer la rançon des prisonniers. Toujours est-il que Philippe, pour montrer sa fidélité, lui a fait consacrer un mausolée avant de lui faire conférer l'apothéose.

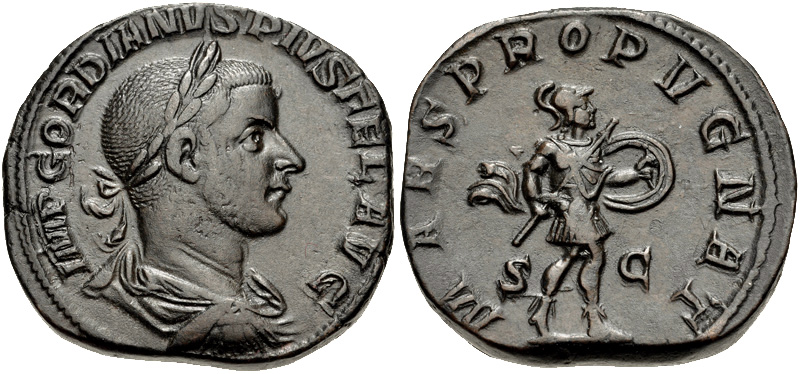
Sesterce de Gordien III, atelier de Rome, 13e émission (244) ; au droit, l'empereur Gordien III Pius Felix Augustus, tête laurée, portant le paludamentum ; au revers, Mars Propugnator (repoussant l'ennemi) avançant vers la droite portant bouclier et la lance.
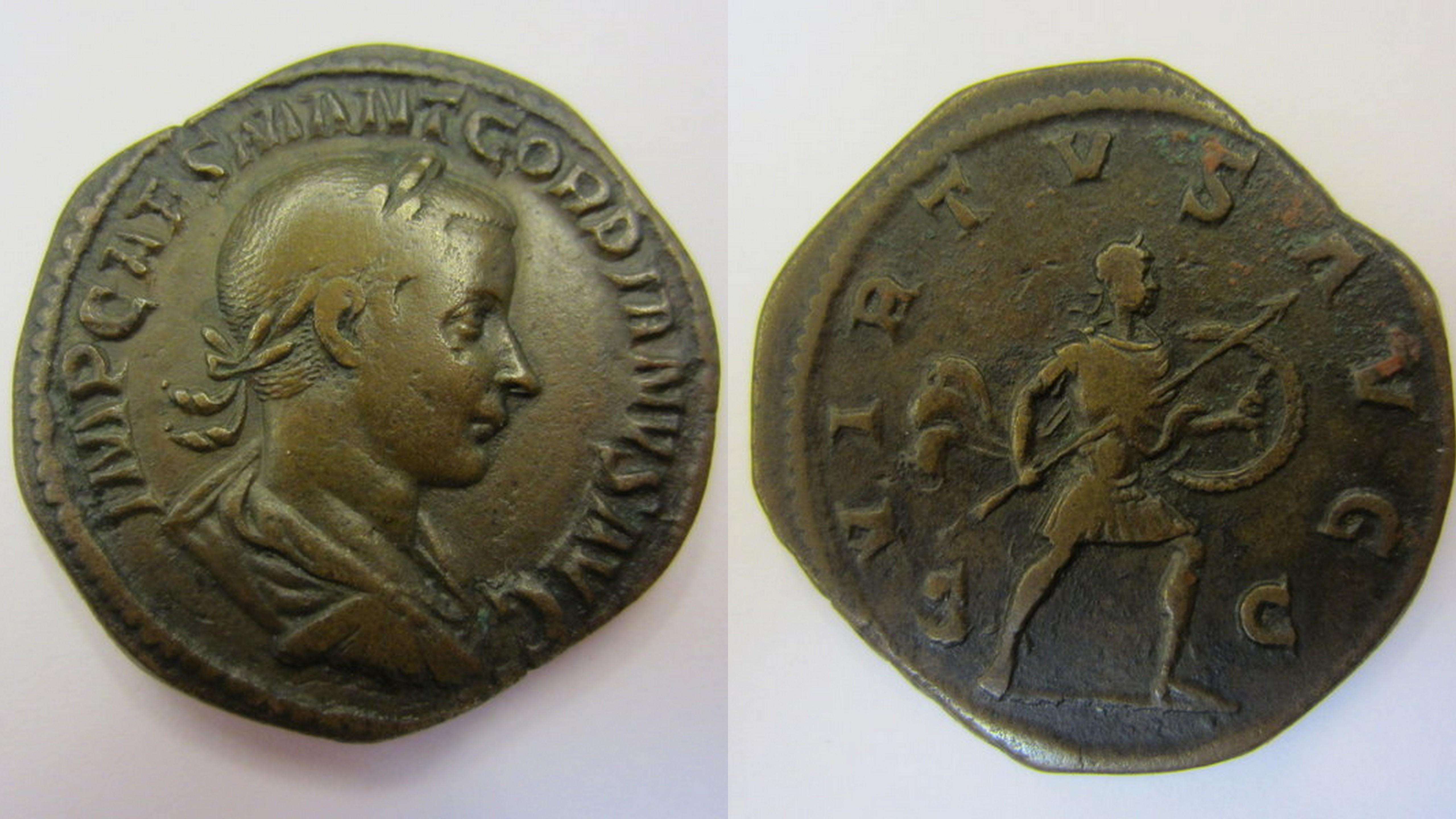
Sesterce de Gordien III, représenté au droit tête laurée, le revers porte la mention « virtus augusti », et représente l'empereur avançant à droite, tenant une lance et un bouclier pour combattre les ennemis de l'empire.

## Noms successifs
- En 225, naît Marcus Antonius Gordianus
- 22 avril 238, il est fait César par Maxime Pupien et Balbin : Marcus Antonius Gordianus Cæsar
- 29 juillet 238, il accède à l'Empire : Imperator Cæsar Marcus Antonius Gordianus Pius Felix Augustus
- 244, titulature à sa mort : Imperator Cæsar Marcus Antonius Gordianus Pius Felix Augustus, Pontifex Maximus, Tribuniciæ Potestatis VII, Imperator VII, Consul II, Pater Patriæ.